# روبن لي بروس
روبن لي بروس (بالإنجليزية: Robin Lee Bruce)‏ هي مغنية ومغنية مؤلفة أمريكية، ولدت في 7 نوفمبر 1963 في ناشفيل في الولايات المتحدة.

## وصلات خارجية
- روبن لي بروس على موقع ميوزك برينز (الإنجليزية)
- روبن لي بروس على موقع ديسكوغز (الإنجليزية)